# 키르기스 자치주

키르기스 자치주의 지도

키르기스 자치주(러시아어:Киргизская автономная область / KAO, 키르기스어:Кыргыз автономиялуу областы)는 1924년 10월 14일부터 1926년 2월 1일까지 존재했었던 러시아 소비에트 연방 사회주의 공화국의 자치주이다. 1924년 2월 1일부터 1925년 5월 5일까지는 카라키르기스 자치주( 러시아아:Кара-Кыргызская автономная область / KKAO, 키르기스어:Кара-Кыргыз автономиялуу областы)라는 명칭을 사용했었다. 1926년 2월 11일 키르기스 자치 소비에트 사회주의 공화국이 되었고 1936년 12월 5일 키르기스 소비에트 사회주의 공화국으로 승격 되었다. 그리고 1991년 8월 31일 소련으로부터 독립해 현재 키르기스스탄이 되었다.